# AFL - Division I 2017
La AFL Division I 2017 è stata la 32ª edizione del campionato di football americano di secondo livello, organizzato dalla AFBÖ.

## Squadre partecipanti
| Club                  | Città                    | Stadio | Sponsor ufficiale      | Risultato nella stagione 2016 |
| --------------------- | ------------------------ | ------ | ---------------------- | ----------------------------- |
| Amstetten Thunder     | Amstetten                |        |                        |                               |
| Bratislava Monarchs   | Bratislava               |        |                        |                               |
| Budapest Wolves       | Budapest                 |        |                        |                               |
| Carinthian Lions      | Klagenfurt am Wörthersee |        |                        |                               |
| Salzburg Bulls        | Salisburgo               |        |                        |                               |
| Sankt Pölten Invaders | Sankt Pölten             |        | Assicurazioni Generali |                               |
| Styrian Bears         | Graz                     |        |                        |                               |
| Tirol Raiders JV      | Innsbruck                |        | Swarco                 |                               |
| Vienna Knights        | Vienna                   |        |                        |                               |
| Vienna Vikings 2      | Vienna                   |        | Dacia                  |                               |

## Stagione regolare

### Calendario

#### 1ª giornata
| Klagenfurt am Wörthersee 25 marzo 2017, ore 14:00 | Carinthian Lions | 10 – 24 (7-10 3-0 0-0 0-14) referto | Bratislava Monarchs | Annabichler SV |

| Schmelz 25 marzo 2017, ore 17:00 | Vienna Knights | 35 – 0 (7-0 14-0 7-0 7-0) referto | Salzburg Bulls | ASKÖ Bewegungszentrum |

| Budapest 26 marzo 2017, ore 15:00 | Budapest Wolves | 0 – 41 (0-25 0-6 0-7 0-3) referto | Sankt Pölten Invaders | Angyalföldi Sportközpont |

| Landeck 26 marzo 2017, ore 15:15 | Tirol Raiders JV | 21 – 35 (7-0 7-6 7-15 0-14) referto | Amstetten Thunder | Stadion Perjen |

#### 2ª giornata
| Graz 1º aprile 2017, ore 15:00 | Styrian Bears | 8 – 35 (0-0 0-7 8-14 0-14) referto | Vienna Knights | Verbandsplatz |

| 1º aprile 2017, ore 16:00 | Sankt Pölten Invaders | 41 – 15 (7-0 0-6 21-9 13-0) referto | Vienna Vikings 2 |  |

| 2 aprile 2017, ore 14:00 | Bratislava Monarchs | 35 – 42 (14-7 14-13 0-8 7-14) referto | Budapest Wolves |  |

| 2 aprile 2017, ore 15:00 | Salzburg Bulls | 27 – 20 (6-0 0-6 7-0 14-14) referto | Tirol Raiders JV |  |

#### 3ª giornata
| 15 aprile 2017, ore 15:00 | Amstetten Thunder | 34 – 12 (7-6 7-6 0-0 20-0) referto | Styrian Bears |  |

| 16 aprile 2017, ore 14:00 | Bratislava Monarchs | 19 – 17 (13-0 6-7 0-0 0-10) referto | Vienna Vikings 2 |  |

| 16 aprile 2017, ore 15:00 | Vienna Knights | 40 – 0 (6-0 14-0 8-0 12-0) referto | Tirol Raiders JV |  |

| 17 aprile 2017, ore 16:00 | Carinthian Lions | 35 – 0 (10-0 0-0 9-0 6-0) referto | Budapest Wolves |  |

#### 4ª giornata
| 29 aprile 2017, ore 16:00 | Sankt Pölten Invaders | 8 – 41 (0-14 0-21 8-6 0-0) referto | Bratislava Monarchs |  |

| 29 aprile 2017, ore 18:00 | Vienna Vikings 2 | 34 – 13 (0-7 10-0 10-6 7-0) referto | Carinthian Lions |  |

| 30 aprile 2017, ore 15:00 | Salzburg Bulls | 15 – 39 (0-20 3-0 12-19 0-0) referto | Amstetten Thunder |  |

| 30 aprile 2017, ore 15:15 | Tirol Raiders JV | 33 – 35 referto | Styrian Bears |  |

#### 5ª giornata
| 13 maggio 2017, ore 15:00 CEST | Styrian Bears | 15 – 14 (6-7 0-7 0-0 9-0) referto | Salzburg Bulls |  |

| 14 maggio 2017, ore 15:00 CEST | Amstetten Thunder | 25 – 24 (7-0 5-7 6-8 7-9) referto | Vienna Knights |  |

| 14 maggio 2017, ore 15:00 CEST | Budapest Wolves | 23 – 38 (7-6 0-26 16-6 0-0) referto | Vienna Vikings 2 |  |

| 14 maggio 2017, ore 16:00 CEST | Carinthian Lions | 7 – 24 (7-7 0-7 0-7 0-3) referto | Sankt Pölten Invaders |  |

#### 6ª giornata
| 27 maggio 2017, ore 15:00 | Styrian Bears | 10 – 33 (0-10 3-13 0-7 7-3) referto | Amstetten Thunder |  |

| 27 maggio 2017, ore 18:00 | Vienna Vikings 2 | 29 – 38 (7-14 15-8 7-6 0-10) referto | Bratislava Monarchs |  |

| 28 maggio 2017, ore 14:00 | Budapest Wolves | 13 – 14 (7-7 6-0 0-0 0-7) referto | Carinthian Lions |  |

| 28 maggio 2017, ore 15:15 | Tirol Raiders JV | 29 – 24 (6-7 7-10 3-7 13-0) referto | Salzburg Bulls |  |

#### 7ª giornata
| 10 giugno 2017, ore 15:00 CEST | Amstetten Thunder | 40 – 20 (7-7 0-0 14-6 19-7) referto | Tirol Raiders JV |  |

| 10 giugno 2017, ore 16:00 CEST | Sankt Pölten Invaders | 28 – 6 (0-6 15-0 13-0 0-0) referto | Budapest Wolves |  |

| 11 giugno 2017, ore 14:00 CEST | Bratislava Monarchs | 32 – 2 (7-0 13-0 6-0 6-2) referto | Carinthian Lions |  |

| 11 giugno 2017, ore 15:00 CEST | Vienna Knights | 40 – 3 (14-0 12-0 7-0 7-3) referto | Styrian Bears |  |

#### 8ª giornata
| 17 giugno 2017, ore 15:00 CEST | Styrian Bears | 35 – 42 (20-14 8-21 0-0 7-7) referto | Tirol Raiders JV |  |

| 17 giugno 2017, ore 17:00 CEST | Vienna Vikings 2 | 51 – 27 (14-3 13-7 9-14 15-3) referto | Sankt Pölten Invaders |  |

| 18 giugno 2017, ore 15:00 CEST | Budapest Wolves | 9 – 43 (0-21 0-6 0-16 9-0) referto | Bratislava Monarchs |  |

| 18 giugno 2017, ore 16:00 CEST | Salzburg Bulls | 0 – 47 (0-14 0-6 0-12 0-15) referto | Vienna Knights |  |

#### 9ª giornata
| 1º luglio 2017, ore 17:00 CEST | Carinthian Lions | 10 – 17 (10-0 0-0 0-7 0-10) referto | Vienna Vikings 2 |  |

| 1º luglio 2017, ore 18:00 CEST | Vienna Knights | 7 – 35 (7-7 0-7 0-7 0-14) | Amstetten Thunder |  |

| 2 luglio 2017, ore 14:00 CEST | Bratislava Monarchs | 41 – 0 (27-0 0-0 14-0 0-0) referto | Sankt Pölten Invaders |  |

| 2 luglio 2017, ore 15:00 CEST | Salzburg Bulls | 36 – 48 (7-14 21-13 0-15 8-6) referto | Styrian Bears |  |

#### 10ª giornata
| 8 luglio 2017, ore 15:00 CEST | Amstetten Thunder | 39 – 6 (7-6 7-0 25-0 0-0) referto | Salzburg Bulls |  |

| 8 luglio 2017, ore 16:00 CEST | Sankt Pölten Invaders | 20 – 9 (7-3 7-6 6-0 0-0) referto | Carinthian Lions |  |

| 8 luglio 2017, ore 18:00 CEST | Vienna Vikings 2 | 51 – 34 referto | Budapest Wolves |  |

| 9 luglio 2017, ore 15:15 CEST | Tirol Raiders JV | 0 – 35 (0-7 0-28 0-0 0-0) referto | Vienna Knights |  |

### Classifica
La classifica della regular season è la seguente:
- PCT = percentuale di vittorie, G = partite giocate, V = partite vinte,  P = partite perse, PF = punti fatti, PS = punti subiti

#### Conference A
| Pos. | Squadra           | PCT   | G | V | N | P | PF  | PS  |
| ---- | ----------------- | ----- | - | - | - | - | --- | --- |
| 1    | Amstetten Thunder | 1.000 | 8 | 8 | 0 | 0 | 280 | 115 |
| 2    | Vienna Knights    | .750  | 8 | 6 | 0 | 2 | 242 | 71  |
| 3    | Styrian Bears     | .375  | 8 | 3 | 0 | 5 | 166 | 267 |
| 4    | Tirol Raiders JV  | .250  | 8 | 2 | 0 | 6 | 165 | 271 |
| 5    | Salzburg Bulls    | .125  | 8 | 1 | 0 | 7 | 122 | 272 |

#### Conference B
| Pos. | Squadra               | PCT  | G | V | N | P | PF  | PS  |
| ---- | --------------------- | ---- | - | - | - | - | --- | --- |
| 1    | Bratislava Monarchs   | .875 | 8 | 7 | 0 | 1 | 273 | 117 |
| 2    | Sankt Pölten Invaders | .625 | 8 | 5 | 0 | 3 | 189 | 170 |
| 3    | Vienna Vikings 2      | .625 | 8 | 5 | 0 | 3 | 252 | 205 |
| 4    | Carinthian Lions      | .250 | 8 | 2 | 0 | 6 | 100 | 164 |
| 5    | Budapest Wolves       | .125 | 8 | 1 | 0 | 7 | 127 | 285 |

## Playoff

### Tabellone
La migliore delle qualificate in seguito alle Wild Card ha incontrato in semifinale la seconda classificata della stagione regolare, mentre la peggiore ha incontrato la prima.
|  | Semifinali | Semifinali            | Semifinali |                     |    | XX Silver Bowl        | XX Silver Bowl | XX Silver Bowl |  |
|  |            |                       |            |                     |    |                       |                |                |  |
|  | 1A         | Amstetten Thunder     | 3          |                     |    |                       |                |                |  |
|  | 1A         | Amstetten Thunder     | 3          |                     |    |                       |                |                |  |
|  | 2B         | Sankt Pölten Invaders | 14         |                     |    |                       |                |                |  |
|  | 2B         | Sankt Pölten Invaders | 14         |                     | 2B | Sankt Pölten Invaders | 7              |                |  |
|  |            |                       |            |                     | 2B | Sankt Pölten Invaders | 7              |                |  |
|  |            |                       | 1B         | Bratislava Monarchs | 43 |                       |                |                |  |
|  | 2A         | Vienna Knights        | 1B         | Bratislava Monarchs | 43 | 14                    |                |                |  |
|  | 2A         | Vienna Knights        |            |                     |    |                       |                |                |  |
|  | 1B         | Bratislava Monarchs   | 40         |                     |    |                       |                |                |  |

### Semifinali
| Vienna 22 luglio 2017, ore 14:00 | Bratislava Monarchs | 40 – 14 (13-0 7-0 14-14 6-0) referto | Vienna Knights | Footballzentrum Ravelinstraße |

| Amstetten 22 luglio 2017, ore 15:00 | Amstetten Thunder | 3 – 14 (0-0 3-0 0-7 0-7) referto | Sankt Pölten Invaders | Umdasch Stadion |

### XX Silver Bowl
| Klagenfurt am Wörthersee 29 luglio 2017, ore 15:00 | Bratislava Monarchs | 43 – 7 referto | Sankt Pölten Invaders | Wörthersee Stadion |

## Verdetti
- /  Bratislava Monarchs Vincitori dell'AFL Division I 2017